# Anadir (grad)
Anadyr (ruski: Ана́дырь) je glavni grad Čukotskog autonomnog okruga (ranije u sastavu Magadanske oblasti) i najistočniji ruski grad. Prema popisu iz 2008. godine, grad je imao 11.819 stanovnika.

## Položaj
Grad se nalazi na ušću rijeke Anadyr na 64°44′N 177°31′E / 64.733°N 177.517°E, čime je najistočniji grad Ruske Federacije.

## Povijest
Grad je osnovan 3. kolovoza 1889. kao Novo-Marijinsk. Današnje ime nosi od 1923. godine, a 12. siječnja 1965. dodijeljen mu je status grada.

## Gospodarstvo i promet
Anadyr je važna pomorska luka u Anadyrskom zaljevu, u Beringovom moru. Anadyrska zračna luka je bitna poveznica između Ruskog Dalekog istoka i Kabarovska, Moskve te Aljaske.
Svoj razvitak u posljednjem desetljeću Anadyr može dobrim dijelom zahvaliti Romanu Abramoviču, bivšem gubernatoru Čukotskog autonomnog okruga.

## Vanjske poveznice
- Službena stranica  Arhivirana inačica izvorne stranice od 16. svibnja 2013. (Wayback Machine) (engl.)
- Anadyr.org portal (rus.)

### Ostali projekti
|  | Zajednički poslužitelj ima još gradiva o temi Anadyr |